# Манлеу

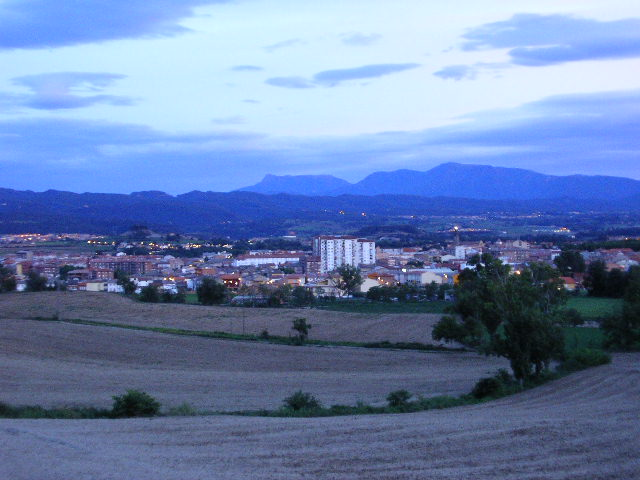
Панорамний вид на Манлеу з Ермітажу Сант-Жауме

Манлеу — місто та муніципалітет у Каталонії, розташоване в кумарке Узона, провінції Барселона, столичний округ Барселона, північна Іспанія.
Річка Тер визначила межі ландшафту території, а також її міської забудови, тому місцеві мешканці Манлеу називають «Столицею Теру».

## Географія
Манлеу знаходиться на північній частині рівнини Вік. Рельєф горбистий з пониженнями у заплавній частині річки. Середня висота території міста дорівнює 460 метрів над рівнем моря. Найвищою точкою є пагорб 594 м над рівнем моря, що розташовано на півночі території міста, на межі з муніципалітетами Торелло та Л'Ескіроль. Річка Тер протікає через на заході та півдні міста. По ній проходить кордон з муніципалітетом Масієс-де-Вольтрега. Саме в районі Манлеу річка робить різкий поворот на схід, до Середземного моря. Більша територія Манлеу розташовано на лівому березі Тер. Річка має повені навесні та восени. Бувають роки з сезонами посухи, коли річка несе мало води. Для регулювання стоку річки та запобігання шкоди від повнів у 1968 році в місті була побудована підпірна стіна.
Рівнина Вік оточена горами Ґарроча, Сьєрра-де-лас-Гільєріас, Гульєрі, Масивом Монцені, південними частинами Каталонського Поперечного хребту. Манлеу розташовано у найбільшому пониженні рівнини Вік. Саме тому, тут відбувається атмосферне явище теплової інверсії, що означає часті тумани та високу вологість.
Як і вся Плана-де-Вік, геоморфологічна будова поверхні міста Манлеу складається з алювію Тера. Одним із найбільш використовуваних корисних копалин муніципалітету є гравій стародавніх річкових терас. Тут також є поклади глини.
Клімат Манлеу середземноморський субтропічного кліматичного поясу. Він характеризується сильними температурними коливаннями та сезонами. Середньорічна кількість опадів становить близько 750 мм, а середньорічна температура — близько 12 °C.
Зими холодні, з амплітудою коливання температур від -15 °C до 10 °C, що значною мірою є наслідком теплової інверсії протягом зими. Навесні висока вологість повітря, температура від 5 до 25 °C. Влітку спекотно, середня температура 22 °C, максимум може бути вище 32 °C. Осінь зазвичай волога, з туманами, температури від -3 °C до 20 °C. Перші заморозки зазвичай бувають в кінці жовтня — на початку листопада.
Найсухіша пора року — зима, а найвологіша — весна.
Треба сказати, що в останні роки внаслідок зміни клімату погода є менш передбачуваною та з більшим ризиком посухи в будь-який час, але в той же час також були періоди з великою кількістю дощів (роки 2009, 2010 і нинішній 2011 були досить дощовими).

## Історія
Перші свідчення поселення в районі Манлеу відносяться до середнього та недавнього неоліту (4300-2500 рр. до н. е.). Це підтвердили археологічні залишків того часу поблизу скиту Сант-Жауме-де-Віламонта та пагорба Пуч-Гардіал. Археологічна ділянка Інституту бакалавра імені Антоні Пуса і Аргіла в Манлеу довела те, що людина заселила цю територію у енеоліті (2000–1800 рр. до н. е .)., також те, що вона займалась землеробством та скотарством.
В період пізньої бронзи, в районі Фугурулл існувало поселення пращурів іберійських племен. Аусети, іберійський народ, мешкали на рівнині Вік ще 218 році до нашої ери.
З приходом римлян, приблизно в 2 столітті до нашої ери, аусети зазнали процесу романізації та трансформації. Цей факт доведено при розкопках в районі поселення Кан Касета, де було знайдено залишки кераміки з чорним лаком та сигільної кераміки. Однак із римського періоду було знайдено дуже мало знахідок.
Від середньовіччя також не збереглося жодних слідів будівель, які б належали членам вельможних родин Манлеу. В  17 столітті в місті будуються водні млини для мелення борошна, яке вирощувалось на полях муніципалітету. Регіон спеціалізувався на продажу вовни та виробів з неї.
На початку 19 століття з'явилися перші фабрики, які поступово замінили домашню працю. Ближче до другої половини 19 століття в Манлеу розвивається текстильна промисловість, фабрики спеціалізуються на бавовняних тканинах. В місті для приводу ткацьких верстатів почали використовувати гідравлічну енергію річки Тер. Створення між 1841 і 1848 роками промислового каналу в Манлеу ознаменувало початок процесу індустріалізації в Узоні. Промислова діяльність охоплювала близько 60 % активного населення міста та розвивала промислову зону. Це призвело до швидкого розвитку міста. У 1883 році було заплановано розширення району Низького міста та площі Фра Бернаді. В 1879 році в місті була введена в експлуатацію залізниця, коли було відкрито ділянку лінії Барселона — Сан-Жуан-де-лес-Абазесес.
В 1896 році було засновано Регіональну ощадну касу Манлеу.
Кінець 19 та початок 20 століття були зумовлені текстильною кризою, викликаною втратою Іспанії її колоніальних ринків. Перша світова війна відродила каталонську текстильну промисловість. Реконструкція ґрунтувалась на розвитку теплової електроенергетики, замість гідроенергії. Також у місті почали з'являтися нові галузі промисловості: металургійна, харчова та машинобудування. У 30 роках в Іспанії було проголошено Другу Іспанську республіку. Сильний антиклерикалізм призвів до вигнання духовенства і знищення церкви..Початок громадянської війни в 1936 році почав період важких випробувань, почалася диктатура Франсіско Франко. Сторона-переможець зайняла Манлеу 4 лютого 1939 року, тоді ж війська Франко почали репресії проти республіканських лідерів і бійців. Повоєнне лихоліття посилила жовтнева повінь 1940 року. Серед наслідків повені — створення мікрорайону Грасія, щоб замінити зниклі будинки.
З 1959 року через політику економічної лібералізації, Манлеу мав зростання в усіх сферах економіки. Велика хвиля іммігрантів, які прибули переважно з Андалусії, призвела до зростання населення з 9410 жителів у 1960 році до 15054 у 1975 році. Більшість іммігрантів, які прибули, опинилися в новому районі Барріо-де-л'Ерм.
У 1979 році в Манлеу відбулися перші демократичні муніципальні вибори.
На початку 21-го століття відбулося нове пожвавлення економічної активності, що призвело до помітного демографічного та міського зростання через імміграцію з-за кордону. Хвиля іммігрантів, які прибули, були в основному з Марокко. Таким чином, чисельність населення зросла з приблизно 17 035 жителів у 1998 році до 20 505 жителів у 2008 році. Місто збільшувалось територіально, проводило міську реконструкцію.

## Демографія
| 1497 f | 1515 f | 1553 f | 1717 | 1787  | 1857  | 1877  | 1887  | 1900  | 1910  |
| ------ | ------ | ------ | ---- | ----- | ----- | ----- | ----- | ----- | ----- |
| 40     | 44     | 98     | 885  | 1.481 | 4.220 | 5.314 | 5.322 | 5.823 | 6.026 |

| 1920  | 1930  | 1940  | 1950  | 1960  | 1970   | 1981   | 1990   | 1992   | 1994   |
| ----- | ----- | ----- | ----- | ----- | ------ | ------ | ------ | ------ | ------ |
| 5.985 | 6.547 | 6.396 | 7.294 | 9.410 | 13.169 | 15.904 | 16.560 | 16.280 | 16.897 |

| 1996   | 1998   | 2000   | 2002   | 2004   | 2006   | 2008   | 2010   | 2012   | 2014   |
| ------ | ------ | ------ | ------ | ------ | ------ | ------ | ------ | ------ | ------ |
| 17.035 | 17.172 | 17.520 | 18.229 | 18.748 | 19.979 | 20.505 | 20.450 | 20.416 | 20.279 |

| 2016   | 2018 | 2020 | 2022 | 2024 | 2026 | 2028 | 2030 | 2032 | 2034 |
| ------ | ---- | ---- | ---- | ---- | ---- | ---- | ---- | ---- | ---- |
| 20.104 | -    | -    | -    | -    | -    | -    | -    | -    | -    |

## Економіка

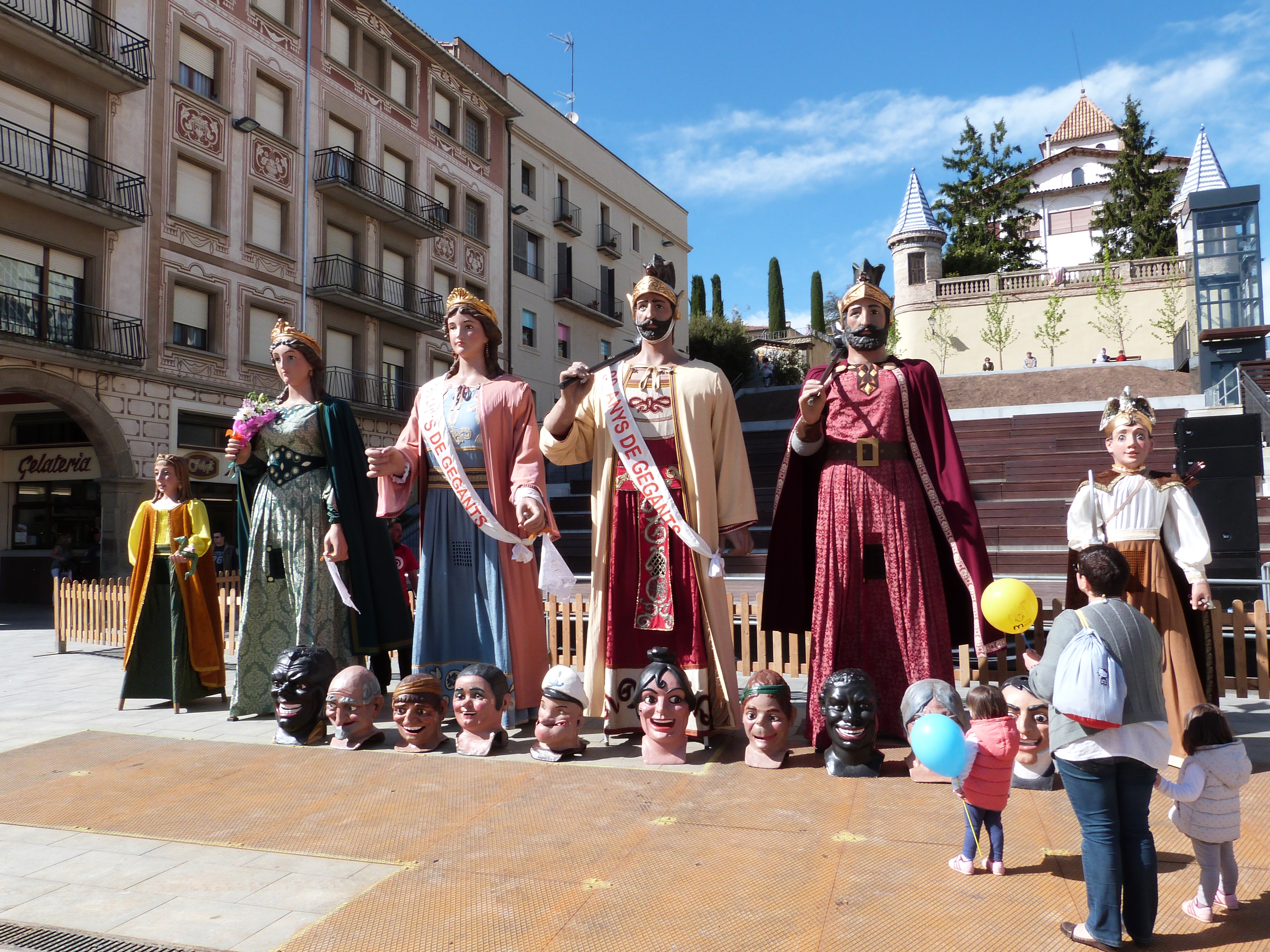
Гіганти Манлеу в 2013 році

Сучасний промисловий сектор економіки Манлеу дуже диверсифікований. Працюють підприємства металургії, харчової та хімічної промисловості. Розвинуто ресторанний та готельний сектор. За даними сайту Манлеу, промислові райони міста — La Coromina, El Verdaguer і La Font de Tarrés, об'єднують близько 230 компаній. Асоціація підприємців Manlleu буде офіційно створена в лютому 1992 року з ініціативи ряду місцевих підприємців, мотивованих поточною промисловою кризою.

## Транспорт
Залізнична станція на лінії Барселона-Пучсарда використовується недостатньо через причини браку бюджету.
Кілька місцевих автомобільних доріг з'єднують Манлеу з прилеглими містами та районами Каталонії. Головним шляхом, який проходить через місто, є автострада C-17 (Барселона — Торелло напрямку південь-північ. В напрямку схід-захід через місто проходить автошлях C-153, що з'єднує Манлеу з Рода-де-Тер і Сант-Марті-Сескортст. Через трасу C-17 на південь до Вік можна користуватися швидкісною дорогою C-25 , яка перетинає Каталонію поперечно від Сервери до Ріуделлотс-де-ла-Сельва.

## Влада

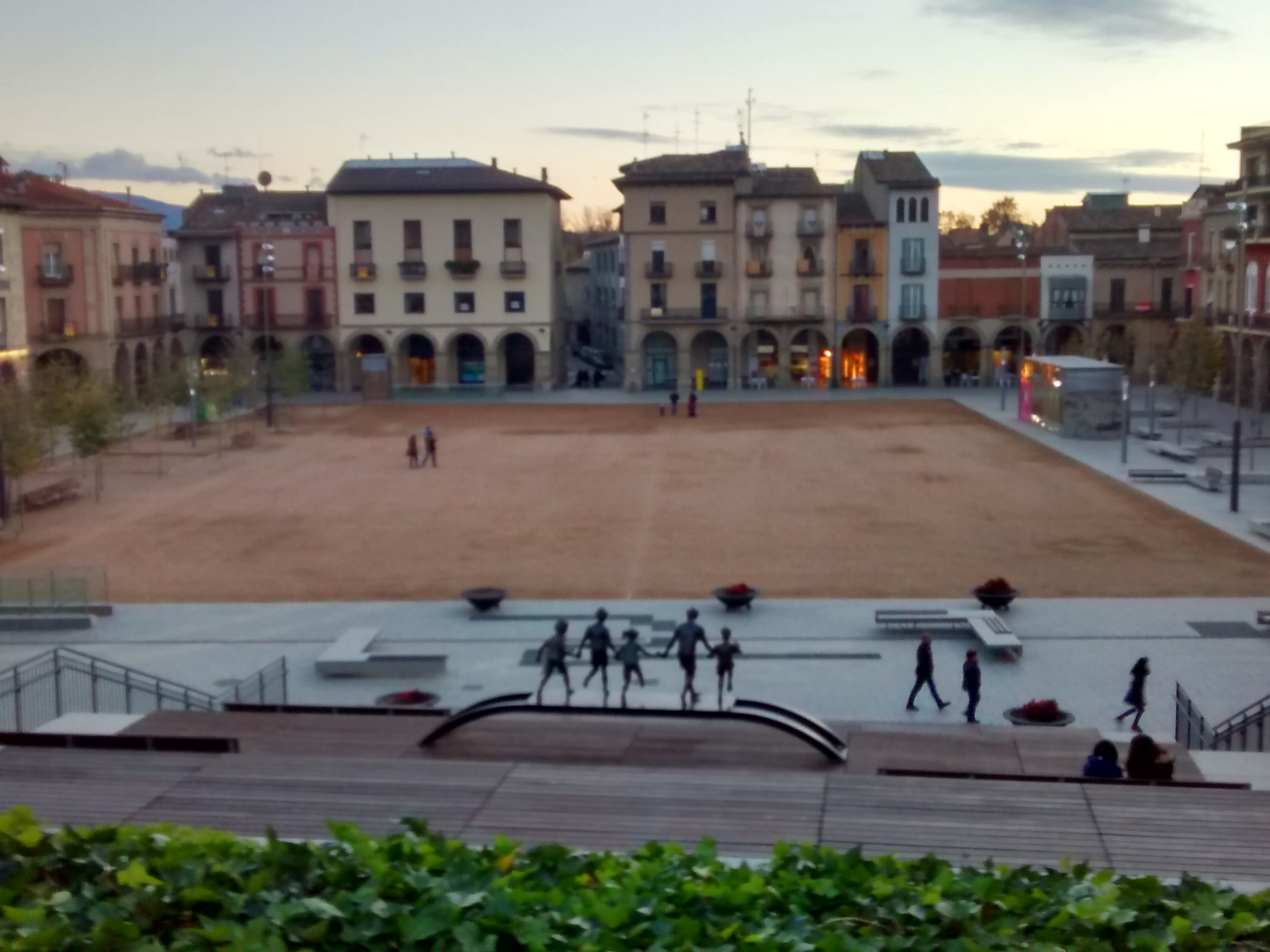
Центральна площа Манлеу

Після смерті у 1975 році Франсіско Франко, Іспанія взяла демократичний вектор розвитку. У 1979 році відбулися перші демократичні муніципальні вибори з перемогою кандидата GRACE: Націоналістична група Центру-Ескверра, який став першим демократичним мером з часів республіки і обіймав цю посаду до 1995 року. Наступний мер був від Соціалістична партія Каталонії. Вибори 1999 року принесли перемогу кандидату від Конвергенція та Єднання. У 2003 році виграв кандидат з Республіканські ліві Каталонії. З 2007 року мером міста був представник Соціалістичної партії Каталонії Станом на 2015 рік мером є Алекс Гаррідо з партії Республіканські ліві Каталонії. Керівництво Манлеу наразі має 9 радників з партії Республіканські ліві Каталонії та 5 радників партії Разом.

## ЗМІ
З 1983 року в муніципалітеті Манлеу працює радіо, яке безперервно веде мовлення на частоті 107.0 FM, порталом новин і цифрових послуг Elter.net та виходить журнал El Ter.
Разом із журналом El Ter основним місцевим ЗМІ є газета Diari de Manlleu.

## Пам'ятки культури та архітектури

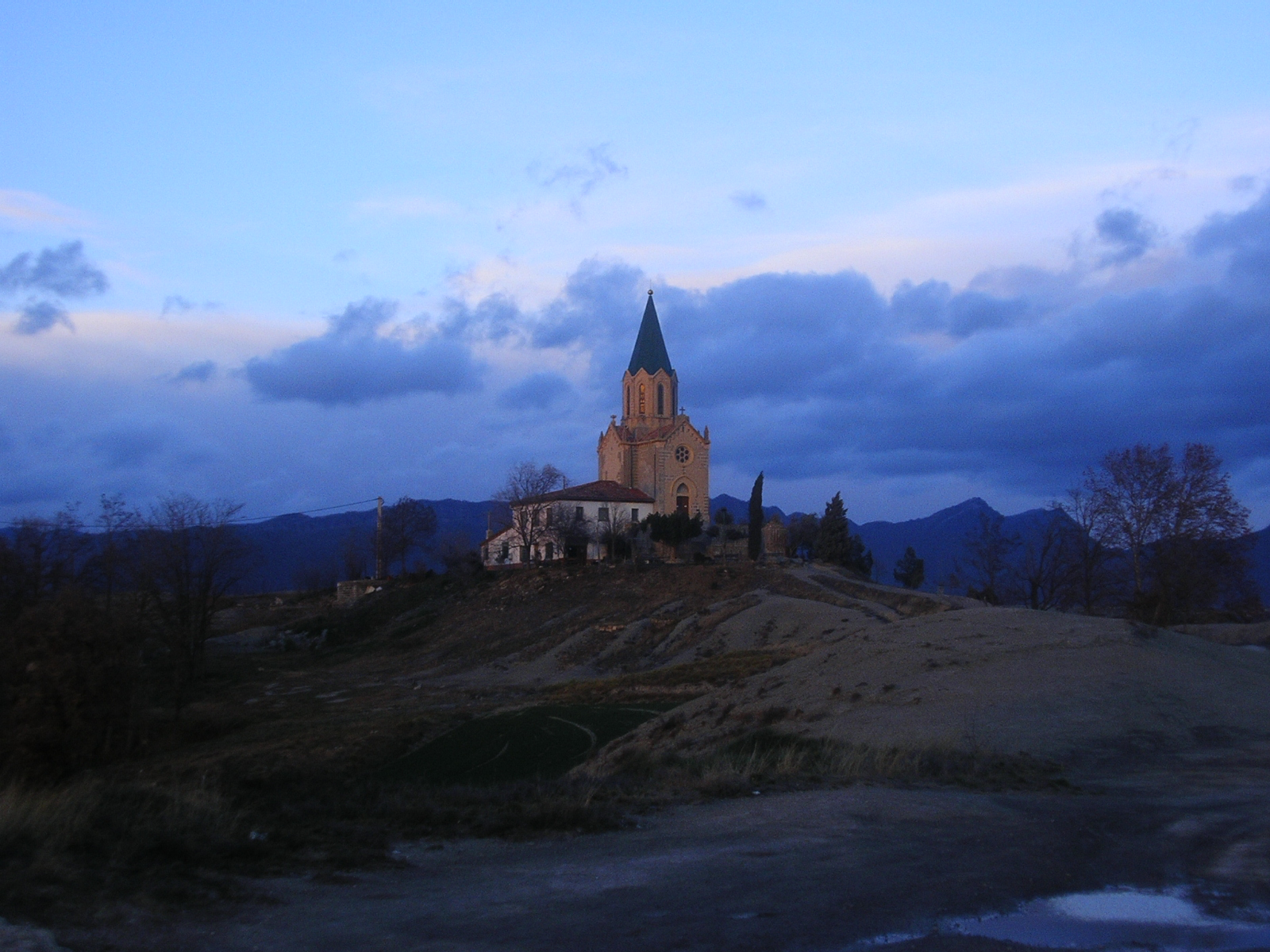
Святилище Пуч-Агут

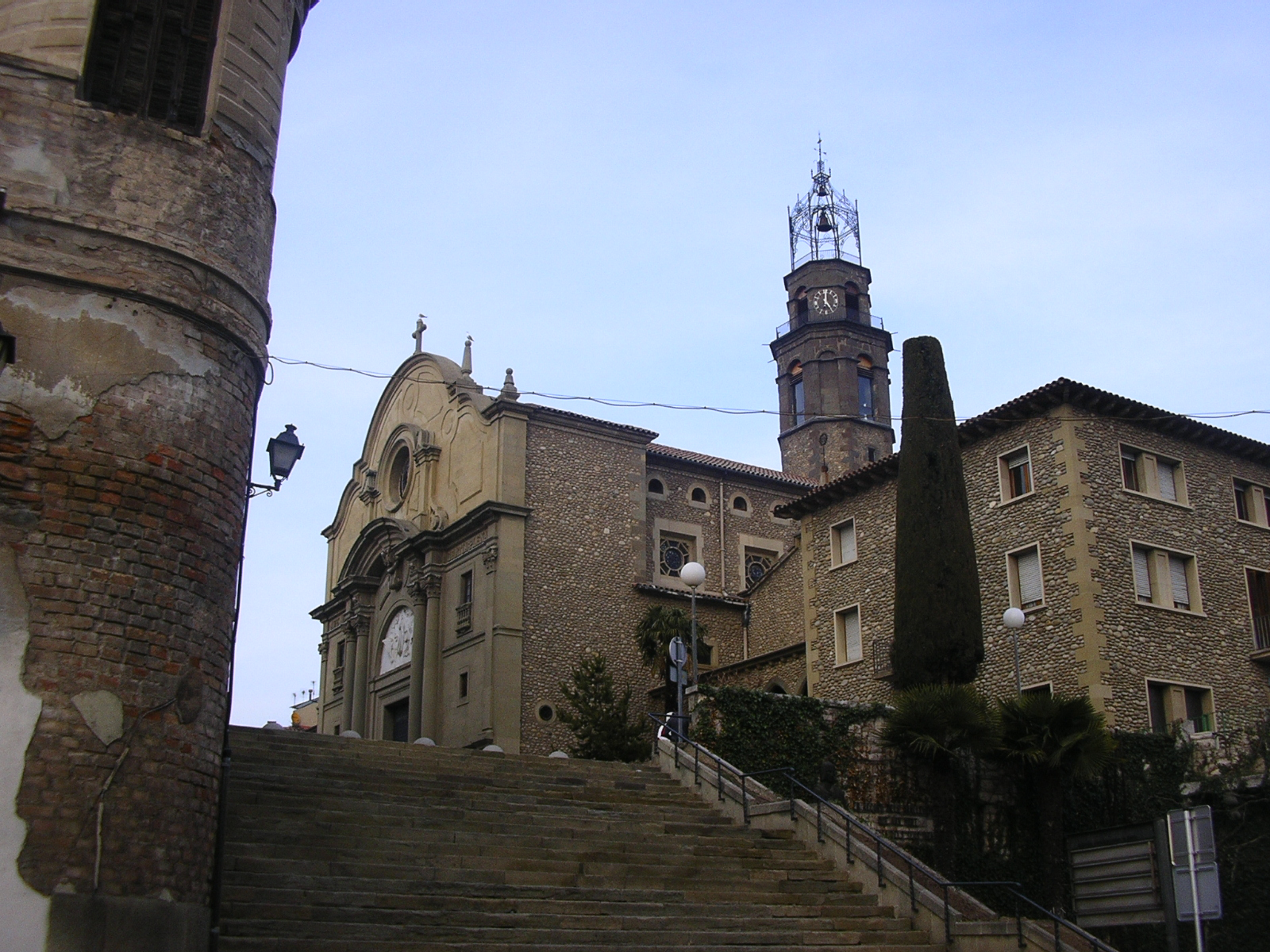
Церква Санта-Марія, Манлеу

- Церква Санта-Марія[ca] (романського походження), була перебудована в  XVIII столітті в стилі бароко та відбудована наприкінці громадянської війни, через пошкодження. В церкви збереглися романський клуатр і готико-ренесансні арки та капітелі в галереї між храмом і настоятелем.
- Міст Кан Молас[ca] через річку Тер, побудований в кінці  XІV століття, включений до Переліку архітектурної спадщини Каталонії.[21]
- Святилище Пуч-Агут[ca]
- Романська церква Сант-Хуліа-де-Віламонта[ca], на околиці міста, на правому березі річки Тер, включена до Переліку архітектурної спадщини Каталонії.
- Промисловий музей Тер[ca]. Внесено до списку культурного надбання місцевого значення.[22]
- Муніципальний виставковий зал з пересувними виставками у будинку Кан Пьюджет[ca], який включено до Переліку архітектурної спадщини Каталонії.[23]
- Кау Фалуга[ca], на околиці міста, резиденція модерніста, художника і письменника Сантьяго Русіньола[ca].

## Тваринний світ
Фауна муніципалітету Манлеу пов'язана з річкою Тер. В річці зустрічаються риби: Верховодка звичайна (Alburnus alburnus), Плітка звичайна(Rutilus rutilus), сом (Ictalurus melas), Мересниця річкова (Phoxinus bigerri), Царьок (Lepomis gibbosus), Короп (Cyprinus carpio).
Поширені також ропухи очеретяні (Bufo calamita) і звичайні (Bufo bufo), вуж гадюковий (Natrix maura червоновуха черепаха звичайна (Trachemys scripta) . Серед ссавців зустрічається щур піренейський (Arvicola sapidus),пацюк сірий (Rattus norvegicus) та реакліматизована видра річкова (Lutra lutra), яка зникла в 60-ті роки 20 століття.
На берегах і в руслі річки постійно гніздяться птахи: чирянка мала (Anas crecca), баранець звичайний (Gallinago gallinago), баклан (Phalacrocorax carbo),рибалочка блакитний (Alcedo atthis). Мігруючи види: крижень (Anas platyrhynchos), квак (Nycticorax nycticorax), пісочник малий (Charadrius dubius) і ластівка звичайна (Hirundo rustica). Також в муніципалітеті можна іноді спостерігати чепура мала(Egretta grazetta) та білу чаплю (Casmerodius albus).

## Рослинність
Рослинність, яка переважає в Манлеу, це широколистяні ліси з дубами, вербами(Populus nigra), ясеном(Fraxinus excelsior), берестами (Ulmus minor) та тополями. Кущовий ярус може бути досить щільним. Домінуючи види: ожина (Rubus ulmifolius), бузина (Sambucus nigra) та ліщина (Corylus avellana). Трав'яний ярус має різнотрав'я, що складається головним чином з кропиви дводомної (Urtica dioica) і комишнику голівчастий (Scirpus holoschoenus).
З завезених видів рослин розповсюджена робінія (Robinia pseudoacacia).

## Водопостачання
У муніципалітеті Манлеу існує 46 джерел, 22 природних і 24 штучних. Штучні джерела у вигляді криниць або фонтанів втратили свою історичну цінність і функціональність, яку вони мали у середні століття. Усі штучні джерела мають питну воду з мережі, яку починали будувати ще у 1722 році Природні джерела знаходяться переважно в сільськогосподарських районах, тому на поповнення їх водоносного горизонту впливає сільськогосподарська діяльність. Екологічний стан природних джерел залежить від кількості нітратного забруднення в гною.